# Hálfdanr il Nero Haraldsson
Hálfdanr Haraldsson, detto Svarti (in norvegese: Halvdan "Svarte" Haraldsson; Trondheim, 872 circa – Trondheim, 933 circa), fu re di Trøndelag.

## Biografia
Hálfdanr Haraldsson detto il Nero (Svarti) fu il secondo figlio di re Harald I Bellachioma e Ása, figlia di Hákon Grjótgarðsson, jarl di Hlaðir e poi anche di Fjordane.
Secondo l' Heimskringla nacque a Trondheim probabilmente attorno all'872, anno della battaglia di Hafrsfjord, insieme al gemello Hálfdanr il Bianco (Hvíti) Haraldsson.
Crebbe a Hlaðirgárd, casa dello zio materno Hákon Grjótgarðsson, insieme al gemello Hálfdanr il Bianco, al fratello Sigfrøðr e a Sigurðr, figlio dello jarl di Lade che aveva all'incirca la loro stessa età e con il quale restò sempre in ottimi rapporti.
Verso il 900, quando re Harald aveva ormai all'incirca cinquant'anni, per cercare di placare le continue liti intestine tra i suoi figli e gli jarl, decise di accontentarli conferendo a tutti loro il titolo di re e divise il regno in vari potentati minori le cui rendite sarebbero spettate per metà a lui e per metà al sovrano locale, inoltre ai figli sarebbe stato concesso di sedere sotto il suo seggio ma sopra quello degli jarl. Ai gemelli Hálfdanr e al loro fratello Sigfrøðr toccò il regno del Trøndelag, che si divisero equamente. Questa decisione permise di ridurre temporaneamente le lotte intestine tra i figli di Harald ma non di risolvere il nodo della successione al trono, per la quale sorsero nuovi contrasti. Era infatti volontà del re di Norvegia che il suo erede fosse Eiríkr Blódøx, il figlio che più amava sebbene non il primogenito, tuttavia gli abitanti del Trøndelag gli preferivano Hálfdan il Nero mentre quelli del Vík e dell'Oppland propendevano per il loro re Guthormr e dopo la sua morte prima per Björn poi per Óláfr.
Ritenendo che il padre lo avesse in scarsa stima e di non avere un reale potere all'interno del suo regno, Hálfdanr il Nero divenne un vichingo ed insieme al gemello effettuò scorrerie nel Mar Baltico orientale. Durante quella campagna partecipò ad una grande battaglia in Estonia dove cadde Hálfdanr il Bianco. Durante la sua assenza dalla Norvegia, Eiríkr approfittò di un pretesto riguardante il versamento delle tasse dovute a re Harald per eliminare il fratello Björn, re del Vestfold, molto popolare tra la sua gente in virtù della sua saggezza e della sua moderazione.
Un giorno Eiríkr, di ritorno da alcune scorrerie nel Baltico, decise di tenere un banchetto presso Selva, nell'Agðenes. Quando Hálfdanr apprese che il fratellastro si trovava non lontano da Trondheim, volendo vendicare Björn, radunò i soldati del suo regno, circondò la mjødhall in cui reputava si trovasse e le diede fuoco. Nel rogo morirono tutti coloro che vi stavano dormendo ma non Eiríkr, che insieme ad altri quattro uomini stava riposando in una casa accanto alla sala e che riuscì a fuggire nelle vicine foreste. Re Harald, furioso per l'accaduto, raccolse l'esercito e mosse verso Trondheim raggiungendo Reinsletta mentre Hálfdnar gli venne incontro con i suoi uomini appostandosi a Torshaug. Fu allora che il grande scaldo Guthormr Sindri, amico di entrambi ma nel seguito di Hálfdanr, si frappose fra i due eserciti e si offrì di mediare. Guthormr in passato aveva infatti composto dei poemi in lode del re e del figlio che avevano riscosso un successo tale da meritare una ricompensa. Egli l'aveva rifiutata, facendogli però promettere che in futuro avrebbero dovuto adempiere ad una sua richiesta. Fu così che per evitare che i due eserciti si massacrassero, supportato da molti nobili, chiese ad Harald che si riconciliasse con il figlio e viceversa. Entrambi mantennero la promessa e così si giunse un accordo in virtù del quale ad Hálfdanr sarebbe stato permesso di mantenere il suo regno in cambio della cessazione di ogni ostilità da parte sua ai danni di Eiríkr.
Verso il 930 Harald I, ormai ottantenne ed infermo, sentendo avvicinarsi la sua ora, nominò ufficialmente Eiríkr Blódøx quale suo erede al trono di Norvegia. La decisione provocò malcontento sia nei figli che nella maggior parte del popolo che provava scarso amore per il futuro re a causa della sua arroganza e della sua violenza. Hálfdanr, contando sul supporto della gente del Trøndelag, si rifiutò di riconoscere Eiríkr quale erede e di pagargli tributo; per rimarcare la sua decisione prese l'abitudine di sedere sul seggio più alto di Trondheim, normalmente riservato ai re di Norvegia. Lo stesso fece il fratellastro Óláfr nel Vík. 
Due anni dopo Hálfdanr morì durante un banchetto a Trondheim in circostanze sospette. Si disse che ad ucciderlo fosse stata una bevanda avvelenata servita da una maga assoldata dalla regina Gunnhildr, moglie di Eírikr. Il suo regno passò al fratello Sigfrøðr.

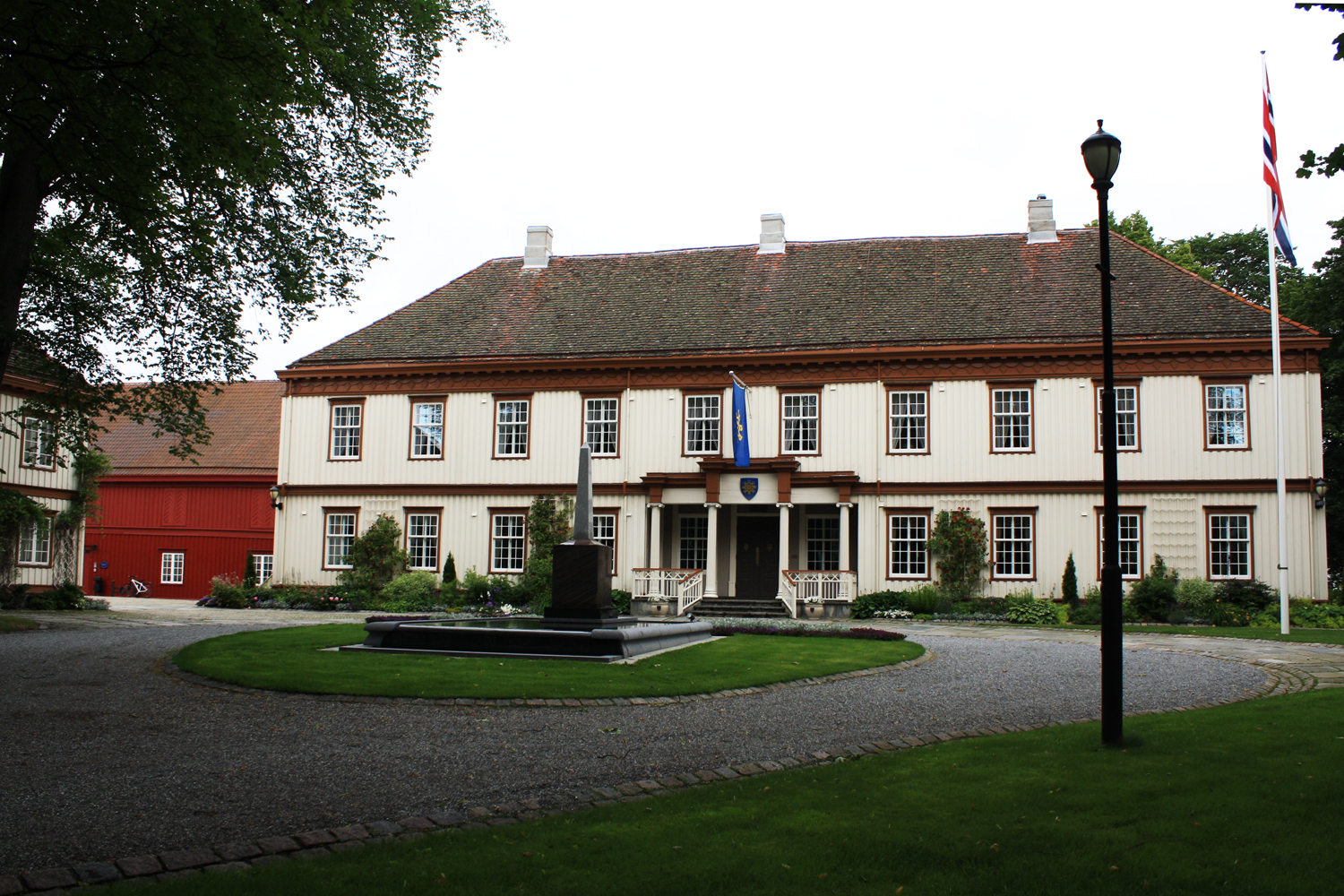
Trondheim - Palazzo Lade: l'edificio sorge nel luogo in cui si trovava Hlaðirgárd, seggio degli jarl di Lade nonché residenza reale